# Matthias Heinrich Göring

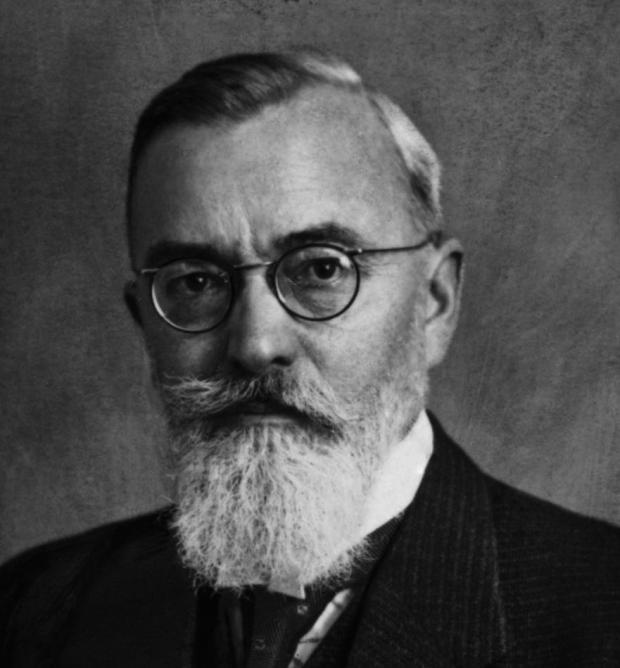
Matthias Heinrich Göring, um 1938

Matthias Heinrich Göring (* 5. April 1879 in Düsseldorf; † 24. oder 25. Juli 1945 in Posen) war ein deutscher Arzt, Psychotherapeut und nationalsozialistischer Funktionär. Er war Vorsitzender der Deutschen Allgemeinen Ärztlichen Gesellschaft für Psychotherapie und Leiter des 1936 gegründeten Deutschen Instituts für psychologische Forschung und Psychotherapie, genannt auch „Göring-Institut“. Matthias Heinrich Görings Cousin war der Reichsminister Hermann Göring.

## Leben
Göring wurde 1900 in Rechtswissenschaften zum Dr. jur. promoviert, sattelte aber, vor allem interessiert an psychischen Erkrankungen, auf das Studium der Medizin um und schloss 1907 eine Promotion zum Doktor der Medizin (Dr. med.) an. Verschiedene Reisen führten ihn nach Palästina, Ceylon und Indien. Nach einem Praktikum  an der Universität Bonn bei Alexander Westphal nahm er zwischen 1909 und 1910 eine Volontärstelle bei dem Psychiater Emil Kraepelin an. In dieser Zeit lag der Schwerpunkt seiner Arbeit in der forensischen Psychiatrie. Zum ‚Facharzt für Nerven- und Gemütsleiden‘ wurde er 1922. In dieser Zeit begann er, sich auch für Psychotherapie zu interessieren. 1923 eröffnete Göring eine neurologische Praxis in Wuppertal-Elberfeld. 1927 nahm er zum ersten Mal an einem Kongress der Allgemeinen Ärztlichen Gesellschaft für Psychotherapie teil und wurde im folgenden Jahr Mitglied der Gesellschaft. Nach einer adlerianisch ausgerichteten Lehranalyse bei Leonhard Seif in München gründete Göring 1929 die erste Erziehungsberatungsstelle in Wuppertal. Gleichzeitig rief er eine Wuppertaler Studiengruppe für Psychotherapie ins Leben.
Nach der „Machtergreifung“ der Nationalsozialisten trat er zum 1. Mai 1933 der NSDAP bei (Mitgliedsnummer 2.718.695) und schloss sich auch der SA sowie dem NS-Ärztebund an. Er wurde, dem Vorschlag Hattenbergs folgend, Vorsitzender der gleichgeschalteten bzw. neu gegründeten Allgemeinen Ärztlichen Gesellschaft für Psychotherapie (Gründung der neuen Gesellschaft am 15. September 1933). Er gehörte seit 1933 dem Amt für Volksgesundheit der NSDAP an. Nach der Vertreibung der Juden vereinbarte Felix Boehm im Frühjahr 1936, die Vertreter des Berliner Psychoanalytischen Instituts in der Wichmannstraßé 10 in einem von Matthias Heinrich Göring geleiteten neuen Institut zu vereinigen. Im selben Jahr siedelte Göring nach Berlin über, um am 25. Mai 1936 das Deutsche Institut für psychologische Forschung und Psychotherapie zu gründen, als integrative Figur den verschiedenen psychotherapeutischen Richtungen gegenüber zu leiten und als „Vertrauensmann“ der Regierung auftreten zu können. Ab 1936 war er zusammen mit C. G. Jung Mitherausgeber des Zentralblattes für Psychotherapie und ihre Grenzgebiete.
„Kraft seines Namens bekam Göring nun eine bedeutende Position, der er weder von seiner Persönlichkeit her noch seinen wissenschaftlichen Leistungen entsprechend gewachsen war.“
Göring repräsentierte das Institut, gab Interviews (z. B. dem Völkischen Beobachter), war als Gutachter z. B. in Verfahren beim Erbgesundheitsgericht in Gera, in denen über Zwangssterilisierungen entschieden wurde, tätig, pflegte die Verbindung zu seinem Vetter bei den jährlichen stattfindenden Familienbanketts, war zugleich Funktionär im Reichsluftfahrtministerium und vertrat die Allgemeine Ärztliche Gesellschaft für Psychotherapie bei von den Nationalsozialisten sorgfältig geplanten internationalen Kongressen.
Nachdem am 12. März 1938 deutsche Truppen die Grenzen Österreichs überschritten hatten, wurde unter Leitung  von Müller-Braunschweig das Wiener Analytische Institut, laut Göring die „Hochburg der jüdischen Psychotherapie“, für das Göring-Institut vereinnahmt.
Im Jahr 1939 schlug Göring dem SS-Ahnenerbe vor, sein Projekt Wald und Baum im Traum in das Forschungswerk Wald und Baum in der arisch-germanischen Geistes- und Kulturgeschichte aufzunehmen. 1939 wurde das Institut von der Deutschen Arbeitsfront übernommen. „Die wichtigsten Mitarbeiter des Instituts hatten Spitzengehälter. Göring bekam 1500,- RM (zum Vergleich: ein Reichsleiter bekam 1200,- RM, ein Gauleiter 1500,- RM).“
Göring starb als Oberfeldarzt der Luftwaffe kurz nach Ende des Zweiten Weltkrieges an einer Ruhrerkrankung in einem sowjetischen Lagerlazarett in Posen.

## Sekundärliteratur
- Genealogisches Handbuch bürgerlicher Familien. Bd. 1. Mahler, Charlottenburg 1889, S. 93–95. (Digitalisat)
- Geoffrey Cocks: Psychotherapy in the Third Reich. The Göring Institute. Oxford University Press, New York 1985; überarbeitete Neuauflage: Transaction Publishers, New Brunswick 1997.
- Ernst Klee: Deutsche Medizin im Dritten Reich. Karrieren vor und nach 1945. S. Fischer, Frankfurt am Main 2001, ISBN 3-10-039310-4, S. 198–204.
- Regine Lockot: Erinnern und Durcharbeiten. Zur Geschichte der Psychoanalyse und Psychotherapie im Nationalsozialismus. Fischer-Taschenbuch-Verlag, Frankfurt am Main 1985.
- Andreas Peglau: Unpolitische Wissenschaft? Wilhelm Reich und die Psychoanalyse im Nationalsozialismus. Psychosozial, Gießen 2013.